# Delta (Brits-Columbia)
Delta is een stad in Canada in de provincie British Columbia. Delta telde in 2021 bij de volkstelling 108.455 inwoners.